# Augenpflaster
Augenpflaster sind selbstklebende Pflasterverbände zur Behandlung von Erkrankungen und Verletzungen der Augen. Meist sind lichtundurchlässige Pflaster zur Okklusionstherapie (Okklusionspflaster, umgangssprachlich auch als Schielpflaster bezeichnet) damit gemeint. Es gibt aber auch lichtdurchlässige Varianten (sog. Uhrglasverbände) sowie sterile Augenpflaster zur Wundversorgung.

## Okklusionstherapie

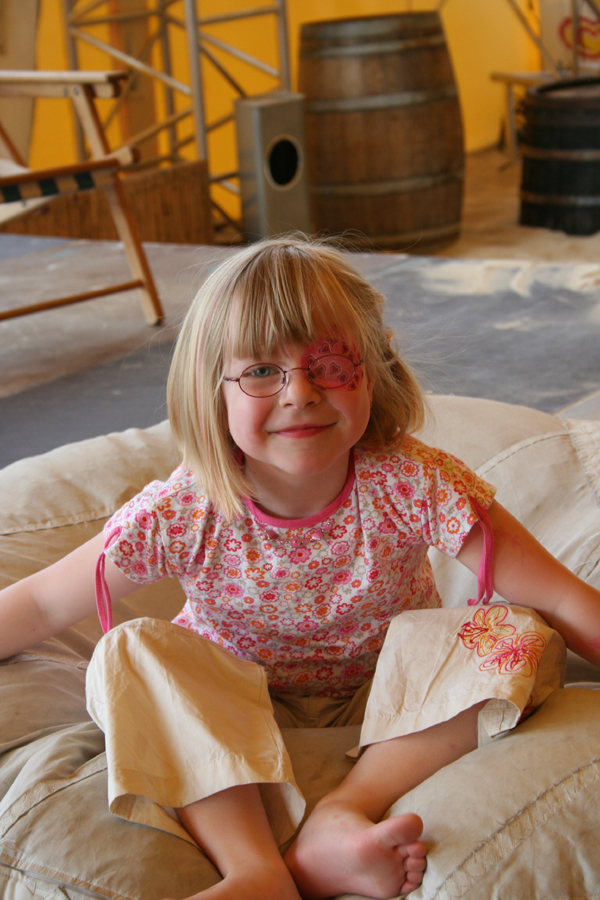
Lichtundurchlässiges Okklusionspflaster

Liegt auf einem Auge eine Schwachsichtigkeit (Amblyopie) vor, kann während der Entwicklung und Stabilisierung der Sehschärfe (von der Geburt bis etwa zum zwölften Lebensjahr) durch regelmäßiges Trainieren des sehschwachen Auges die Amblyopie verringert oder in günstigen Fällen auch beseitigt werden. Das besser sehende Auge wird mit einem lichtundurchlässigen Pflaster stunden- oder tageweise zugeklebt. Dadurch wird das schlechter sehende Auge zum Sehen „gezwungen“ und somit trainiert.
Augenpflaster zur Okklusionstherapie besitzen eine lichtdichte Schicht, die Lichtreize auf das abgedeckte Auge ausschließen soll. Das Trägermaterial muss sicher kleben, damit sich das Pflaster nicht von allein ablöst. Gleichzeitig müssen die Pflaster aber auch gut hautverträglich sein, damit insbesondere bei längerer Anwendung keine Hautirritationen entstehen. Durch die flache Form (keine dicke Mullauflage o. ä.) ist auch das gleichzeitige Tragen einer Brille ohne Probleme möglich.
Wichtig sind die Auswahl der richtigen Pflastergröße und das korrekte Aufkleben. Das Angebot an Augenpflastern reicht von hautfarben bis bunt gemustert. Die Auswahl des richtigen Augenpflasters sollte die Orthoptistin mit dem Kind gemeinsam treffen. Eine individuelle Auswahl der Pflaster trägt zur Motivation der kleinen Patienten bei, und je mehr Freude das Kind an und mit dem Pflaster hat, umso eher kann sich ein Therapie-Erfolg einstellen. (Compliance)
Okklusionsbehandlungen können bei unsachgemäßem Einsatz und falsch gewählten Verschlussintervallen selbst eine Amblyopie herbeiführen (so genannte Okklusionsamblyopie). Deshalb sollten sie ausschließlich von Fachleuten durchgeführt und kontrolliert werden. In manchen Fällen kann es notwendig sein, über einen bestimmten Zeitraum und in einem vorgegebenen Rhythmus das amblyope, schielende Auge zu okkludieren (inverse Okklusion).
Neben der Amblyopiebehandlung werden Augenpflaster im Rahmen orthoptischer Differentialdiagnostik angewendet. Dabei wird zum Beispiel ein Auge durchgehend für einige Tage zugeklebt, um unmittelbar nach dem Abnehmen des Pflasters den Schielwinkel zu bestimmen, z. B. für die Anpassung von Prismen-Brillengläsern. Augenpflaster/-verbände für diesen Zweck werden als Marlow-Verband bezeichnet.
In manchen Fällen von persistierender Diplopie, also permanenter Wahrnehmung von Doppelbildern, wird eine Okklusionsbehandlung durchgeführt, um diese Form der Sehstörung zumindest für die Tragedauer zu beseitigen.

### Alternativen
Insbesondere für die Behandlung einer Amblyopie existieren Alternativen unterschiedlicher Effektivität zur Pflasterokklusion, da das „Ausschalten“ eines Auges auch auf andere Arten möglich ist:
- Klebefolien (Bangerterfolien) in verschiedenen Lichtdurchlässigkeitsgraden (Perception) auf einem Brillenglas
- lichtundurchlässige Kontaktlinse (Okklusionslinse)
- Schielkapsel auf einem Brillenglas
- Augentropfen (Atropin) zur Ausschaltung der Akkommodation eines Auges, um ein abwechselndes (alternierendes) Schielen in Ferne und Nähe zu provozieren (Penalisation)
- Augenklappe in herkömmlicher Form
- spezielle Augenklappe zur Montage an der Brillenfassung
- apparative pleoptische Behandlungen (unter strenger Indikationsstellung und Kontrolle)

## Uhrglasverbände

Uhrglasverband verpackt

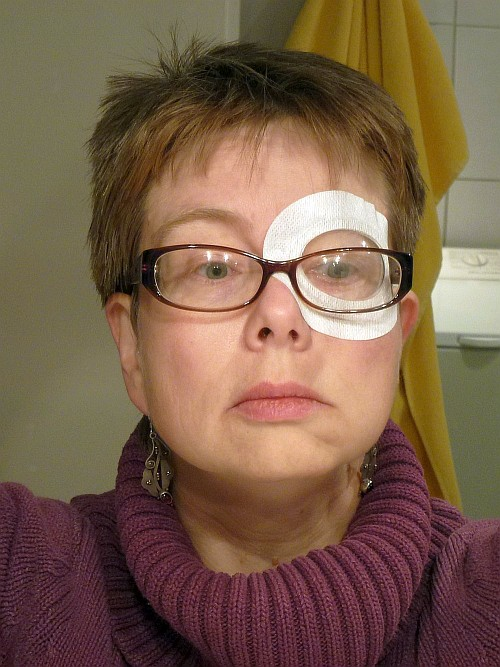
Uhrglasverband gegen Austrocknung bei idiopathischer peripherer Fazialislähmung (ICD-10: G51.0)

Der Uhrglasverband ist eine mit Heftpflaster eingefasste, durchsichtige Plexiglaskappe zur Anwendung am Auge. Der Verband wird meist bei fehlendem oder unvollständigem Lidschluss (Lagophthalmus), nach einer Augenoperation, insbesondere wenn das Partnerauge blind ist, oder bei einer Keratitis neuroparalytica verwendet, um die Hornhaut vor Austrocknung und Fremdeinwirkungen zu schützen, ohne durch mechanische Reizung weitere Irritationen zu verursachen. Er wirkt durch seine leichte Wölbung, die den Grund für die Bezeichnung Uhrglasverband darstellt, wie eine feuchte Kammer und gestattet von außen einen Einblick auf das Auge, ohne den vollständig schließenden Verband abnehmen zu müssen. Zudem ermöglicht er dem Patienten eine, wenn auch eingeschränkte, Durchsicht durch die Plexiglaskappe. In manchen Fällen wird ein Uhrglasverband auch auf ein gesundes Auge aufgebracht, um dieses vor einer Infektion durch das andere Auge zu schützen.

## Wundverbände
Sterile Augenverbände werden nach Augenverletzungen, -infektionen oder -operationen angelegt, um das Auge zu schützen und die Heilung zu fördern. Dazu können Augenkompressen ("eye pads") und harte löchrige formstabile Klappen verwendet werden, die mittels Pflasterstreifen fixiert werden. Ebenso gibt es selbstklebende, sterile Pflasterverbände, die Pflasterstreifen entbehrlich machen. Neben dicken, saugfähigen Mullauflagen gibt es auch hier flache Pflaster, mit denen das Tragen einer Brille möglich ist. Für ein Ruhigstellen eines Auges ist eine Abdeckung beider Augen erforderlich.